# Spondylurus fulgidus
Espèce
Synonymes
- Mabuia fulgida Cope, 1862
- Mabuya fulgida (Cope, 1862)

Spondylurus fulgidus est une espèce de sauriens de la famille des Scincidae.

## Répartition
Cette espèce est endémique de Jamaïque.

## Étymologie
Le nom spécifique fulgidus vient du latin fulgidus, brillant, en référence à la coloration dorsale de ce saurien.

## Publication originale
- Cope, 1863 "1862" : Contributions to Neotropical saurology. Proceedings of the Academy of Natural Sciences of Philadelphia, vol. 14, p. 176-188 (texte intégral).